# Rue Roland-Barthes
La rue Roland-Barthes est une voie située dans le quartier des Quinze-Vingts du 12e arrondissement de Paris.

## Situation et accès
La rue Roland-Barthes est accessible à proximité par les lignes de métro 1 et 14 à la station Gare de Lyon.

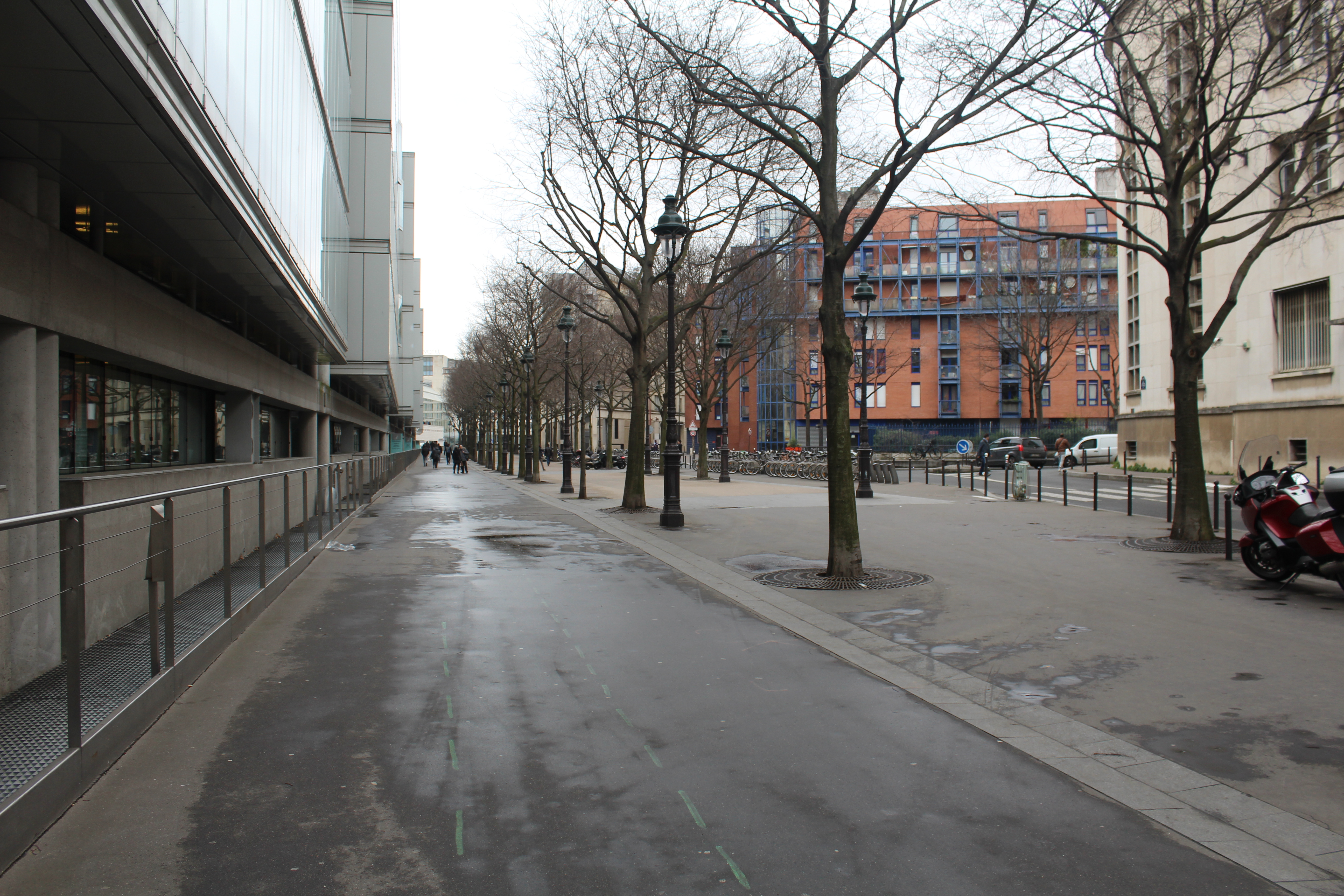
Vers la place place Henri-Frenay.
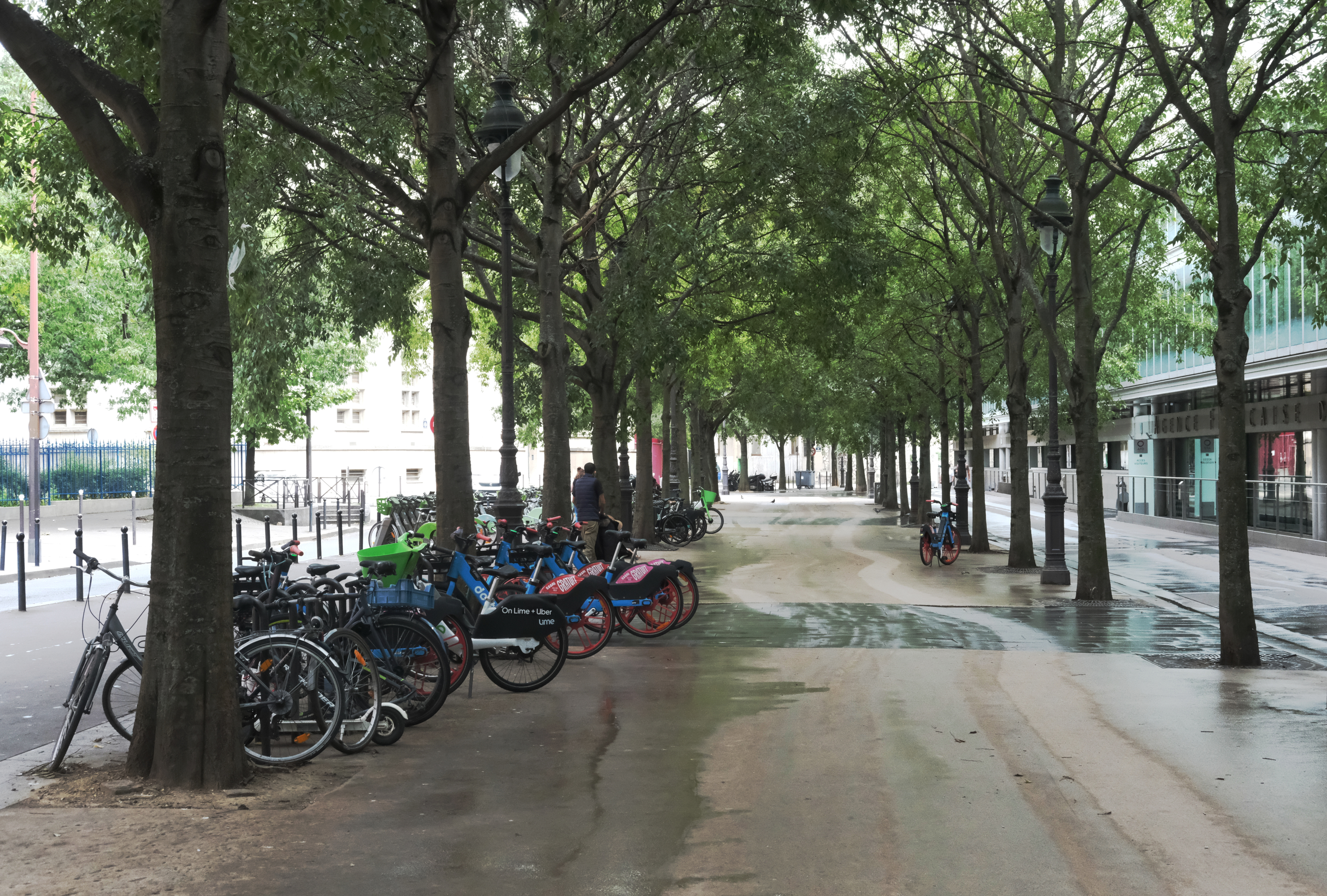
Vers la rue de Rambouillet.

## Origine du nom
Elle porte le nom du critique et sémiologue français qui fut professeur au Collège de France, Roland Barthes (1915-1980).

## Historique
La voie est créée dans le cadre de l'aménagement de la ZAC de Chalon sous le nom provisoire de « voie DE/12 » et prend sa dénomination actuelle par arrêté municipal du 27 novembre 1997.

## Bâtiments remarquables et lieux de mémoire
- Au no 5, le siège de l'Agence française de développement.